# Liste der Monuments historiques in Nanteuil-sur-Marne
Die Liste der Monuments historiques in Nanteuil-sur-Marne führt die Monuments historiques in der französischen Gemeinde Nanteuil-sur-Marne auf.

## Liste der Objekte
| Bezeichnung                                 | Beschreibung | Standort                                                                                 | Kennzeichnung | Schutzstatus | Datum | Bild |
| ------------------------------------------- | --- | ---------------------------------------------------------------------------------------- | ------------- | ------------ | ----- | ---- |
| Zwei Bleiglasfenster im Chor                | 16. Jahrhundert | In der Kirche Ste-Marguerite (Lage)                                                      | PM77001263    | Classé       | 1975  |      |
| Gemälde Hl. Augustinus                      | Ölgemälde des Malers Claude Jacques Notté das am 13. März 1752 von Pierre Esprit Hubert Lecomte in Auftrag gegeben wurde.                   | Im Kirchenschiff der Kirche Ste-Marguerite (Lage)                                        | PM77001261    | Classé       | 1955  |      |
| Skulptur Hl. Margareta                      | Steinskulptur die im 16. Jahrhundert gefertigt wurde.                                                                                       | An der Nordwand des Kirchenschiffs auf einer Konsole in der Kirche Ste-Marguerite (Lage) | PM77001259    | Classé       | 1954  |      |
| Skulptur Hl. Sebastian                      | Steinskulptur mit Resten einer Bemalung aus dem 18. Jahrhundert.                                                                            | Im Chor in der Kirche Ste-Marguerite (Lage)                                              | PM77002938    | Inscrit      | 1978  |      |
| Skulptur Hl. Eloi                           | Steinskulptur aus dem 16. Jahrhundert. | An der Südwand des Kirchenschiffs auf einer Konsole in der Kirche Ste-Marguerite (Lage)  | PM77001260    | Classé       | 1954  |      |
| Gemälde Die Verleugnung des heiligen Petrus | Ölgemälde des Malers Claude Jacques Notté das nach einem Auftrag von Augustin Deviolaine am 13. März 1752 für die Kirche hergestellt wurde. | Im Kirchenschiff der Kirche Ste-Marguerite (Lage)                                        | PM77001262    | Classé       | 1955  |      |